# Barouche

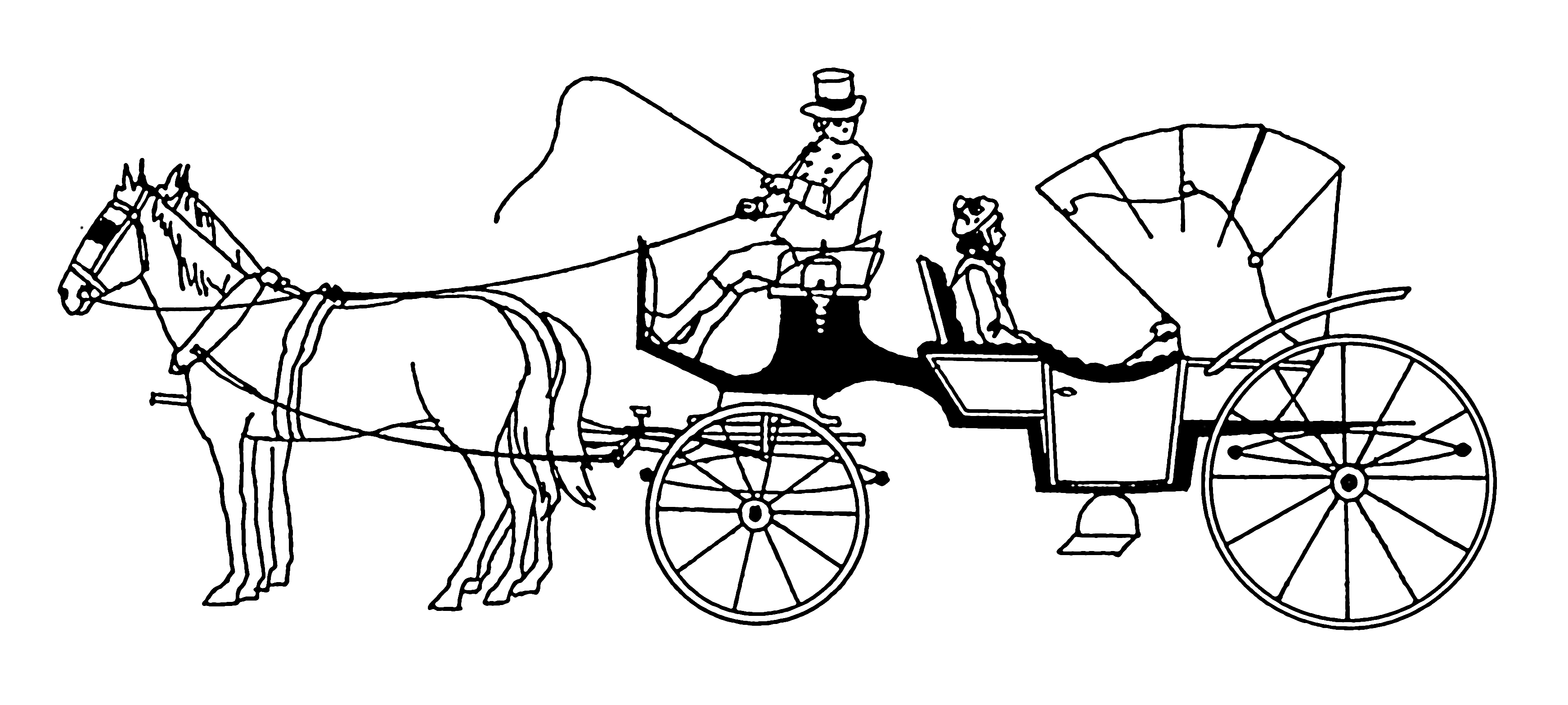
Barouche

La barouche est une voiture hippomobile, apparue au XVIIIe siècle, et qui s’est répandue au XIXe s. C’est le nom de la calèche, utilisé en Angleterre, et plus spécialement la calèche à huit ressorts.

## Étymologie
Le mot barouche est le fruit d’une longue évolution qui ne tient pas compte du sens initial : il vient de l’allemand Barutsche, lui-même venant de l’italien baroccio ou biroccio, du latin birotus, véhicule « à deux roues ». On trouve ensuite les appellations de barouchet ou barouchette pour les modèles de taille réduite (trois-quarts ou coupé), ou barouche-sociable pour un compromis entre la barouche et la victoria.

## Caractéristiques
Ce sont les caractères propres à la calèche : véhicule haut sur roues, à quatre places en vis-à-vis, avec une capote rabattable protégeant les places arrière. Les suspensions à ressorts en C cèderont plus tard la place à des ressorts elliptiques (suspension à huit ressorts).

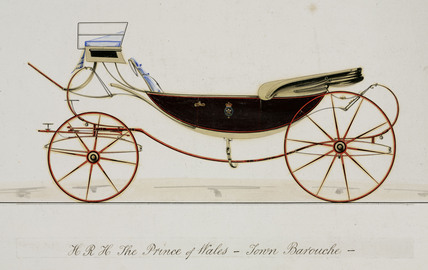
Barouche de ville à ressorts en C
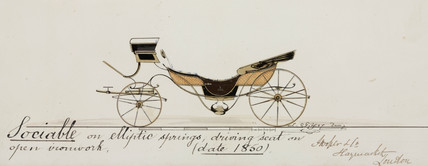
Sociable à ressorts elliptiques, 1850
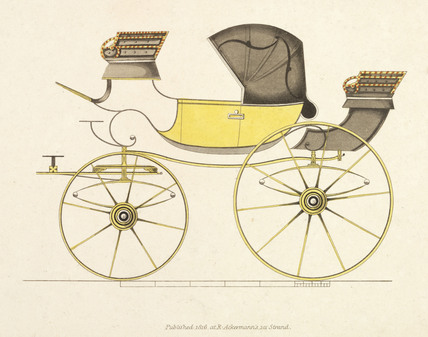
Barouchet : une « barouche-coupé », le siège avant est supprimé, un siège est rajouté à l’arrière pour les domestiques.